# 莫傑斯季夫卡
50°26′59″N 27°9′33″E / 50.44972°N 27.15917°E
莫傑斯季夫卡（烏克蘭語：Модестівка），是烏克蘭西部的村莊，隸屬赫梅利尼茨基州的舍佩蒂夫卡區。該村面積0.79平方公里，海拔高度222米，2001年人口162，人口密度每平方公里205.1人。